# Ella Šárková

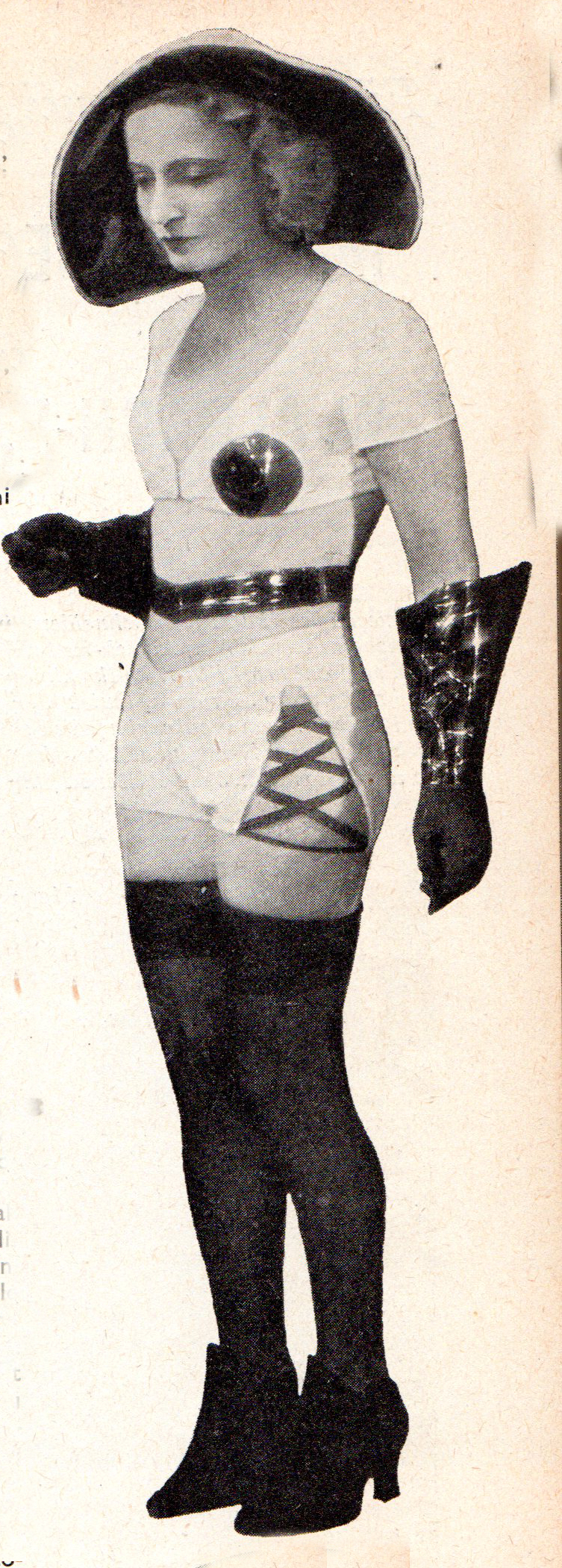
Ella Šárková w filmie Pudr a benzín z 1931 roku (grafika z 1937)

Ella Šárková, nazwisko panieńskie Ella Lišková (ur. 23 września 1906 w Pradze, zm. 31 października 1991 tamże) – czeska aktorka i śpiewaczka.

## Biogram
Członkini różnych teatrów – kabaret Červené eso (1931–1932), Švandovo divadlo (1932–1933), Malá opereta (1933–1934), Słowacki Teatr Narodowy w Bratysławie (1934–1935), teatr Rokoko w Pradze (1935–1936) oraz Nové divadlo w Pradze (1936–1937).
Po II wojnie światowej grała też w Pradze, no po 1949 r. była określona jako typ burżuazyjny i mogła występować tylko w kabaretach i na estradach (1953–1957 Alhambra Praha, 1959–1960 Kabaret U Fleků).
W latach 30. wykonawczyni ról wiedeńskiego operetkowego repertuaru klasycznego (F. Lehár, O. Nedbal). Towarzyszyła np. Oldřichu Novemu i w operetce Rudolfa Frimla “Rose-Marie” występowała we wszystkich trzech rolach głównych (Rose-Marie, Vanda, Jane).

## Filmografia
- Pudr a benzin (1931)
- Zlaté ptáče (1932)
- Pepina Rejholcová (1932)
- Adiutant Jego Wysokości (1933)
- Z bláta do louže (1934)
- Barbora řádí (1935)
- Lucerna (1938)
- Řeka čaruje (1945)
- Pancho se žení (1946)
- Skrzypce i sen (1947)
- Mladá léta (1952)
- Zbyt późne popołudnie Fauna (1983)